# Промульгація
Промульгація (лат. promulgatio — публічне оголошення) — дія, що надає закону загальнообов'язкової сили.
Вона може вчинятися у різний спосіб, залежно від політичної системи: обнародування, опублікування; офіційне проголошення (оприлюднення) закону, прийнятого парламентом; санкціонування (валідація) схваленого парламентом законопроєкту главою держави у встановлені терміни (звичайні або скорочені), а також опублікування закону в офіційному віснику. Тільки після промульгації закон, як правило, набуває обов'язкову силу. Промульгація здійснюється главою держави.
Це є акт санкціонування прийнятого (схваленого) парламентом закону главою держави шляхом його підписання і оприлюднення (обнародування). Оприлюднення знаходить свій вияв у прийнятті главою держави рішення про офіційне опублікування відповідного закону. Іноді до тексту промульгованого закону додається урочиста формула щодо його проголошення. Промульгація є фактично завершальною стадією законодавчого процесу, що має позапарламентський характер. З процедурою промульгації пов'язані моменти набуття законом чинності: відразу ж після підписання або з іншого дня, якщо це сказано в самому законі, чи через певний, визначений час після його офіційного опублікування. До того ж, певною альтернативою промульгації є можливість глави держави вплинути на результат законодавчого процесу на його парламентських стадіях, вимагаючи повторного розгляду закону, застосування процедури вето, або реалізуючи право звернення до органу конституційного контролю з метою встановлення відповідності закону конституції. У європейських парламентарних монархіях промульгація, яка іноді має назву королівської санкції, є актом схвалення монархом закону, прийнятого обома палатами парламенту. У президентських республіках промульгація закону здійснюється президентом.

## В Україні
В Україні офіційне оприлюднення нормативно-правових актів здійснюється після включення їх до Єдиного державного реєстру нормативних актів і із зазначенням присвоєного їм реєстраційного коду.
Відповідно до частини третьої статті 17 Закону України «Про інформацію» з метою забезпечення доступу до законодавчих та інших нормативних актів фізичним та юридичним особам держава забезпечує офіційне видання цих актів масовими тиражами у найкоротші строки після їх прийняття.

### Порядок оприлюднення нормативно-правових актів
Статтею 57 Конституції України встановлено, що закони та інші нормативно-правові акти, які визначають права і обов'язки громадян, мають бути доведені до відома населення у порядку, встановленому законом. Закони та інші нормативно-правові акти, що визначають права і обов'язки громадян, не доведені до відома населення у порядку, встановленому законом, є нечинними.
Порядок оприлюднення актів визначається Указом Президента України «Про порядок офіційного оприлюднення нормативно-правових актів і набрання ними чинності» від 10. 06. 97 р. No503/97. Перед офіційним оприлюдненням всі нормативно-правові акти підлягають державній реєстрації в Єдиному державному реєстрі нормативних актів із зазначенням їх реєстраційного коду. Відповідно до пункту 1 цього Указу закони України, інші акти Верховної Ради України, акти Президента України, Кабінету Міністрів України не пізніш як у п'ятнадцятиденний строк після їх прийняття у встановленому порядку і підписання підлягають оприлюдненню державною мовою в офіційних друкованих виданнях.
Акти цих органів в окремих випадках можуть бути офіційно оприлюднені через телебачення і радіо, проте чинності вони набирають не раніше дня офіційного опублікування.
Крім того, нормативно-правові акти можуть бути опубліковані в інших друкованих виданнях лише після їх офіційного оприлюднення. Звісно, деякі нормативно-правові акти набирають чинності через деякий час після оприлюднення, але більша частка з них стають чинними з дня оприлюднення.

#### Оприлюднення проєктів нормативно-правових актів
Згідно з частиною третьою статті 15 Закону України «Про доступ до публічної інформації» проєкти нормативно-правових актів оприлюднюються не пізніше, як за 20 робочих днів до дати їх розгляду з метою прийняття. Таке оприлюднення здійснюється, щоб забезпечити прозорість та відкритість органів державної влади, для врахування зауважень і побажань фізичних та юридичних осіб, їх об'єднань. Для того, щоб громадяни мали змогу безпосередньо долучитись до розробки нормативних актів і не залишались «поза політикою».

### Способи оприлюднення нормативно-правових актів
Спосіб перший: Розміщення прийнятих актів на інформаційних стендах. Інформаційні стенди дозволяють дуже швидко і економно оприлюднювати інформацію. Проте, вони здебільшого розташовані в приміщеннях органів влади. Такий спосіб ознайомлення доступний для громадян, які проживають поруч з цим органом, працюють в ньому, або часто бувають у справах. З кожним новим прийнятим актом, інформація, що характеризує діяльність органу влади, змінюється. Це вимагає її систематичного оновлення.
Закон України «Про доступ до публічної інформації» передбачає новий та доволі ефективний механізм надання можливості ознайомитися з публічною інформацією. Йдеться про обов'язок розпорядників інформації визначати спеціальні місця для роботи запитувачів з документами чи їх копіями, а також надавати право запитувачам робити виписки з них, фотографувати, копіювати, сканувати їх, записувати на будь-які носії інформації тощо (п.4 ч.1 ст.14). Саме в такому спеціально обладнаному місці і має бути розташований у відкритому доступі архів усіх актів, виданих цим органом. Причому обов'язок його створювати стосується не тільки сільських та селищних рад, а всіх органів влади.
Спосіб другий: Опублікування деяких нормативно-правових актів ОДА чи міської ради (як правило регуляторного характеру) в різноманітних ЗМІ, за вибором самих органів в кожному окремому випадку. При цьому всі інші нормативно-правові акти залишаються неоприлюдненими. При такому способі оприлюднення актів, громадянин може ознайомитись з текстом лише тих актів, які чиновники бажають довести до відома населення, за умови, що знайде газету чи видання, де було опубліковано відповідний документ. Це суперечить вимогам багатьох нормативно-правових актів, і порушує конституційні права людини. Про це свідчить й судова практика.
Спосіб третій: Розміщення актів тільки на офіційному вебсайті цього органу. Міністерство юстиції України так роз'яснює цю процедуру: «офіційне оприлюднення нормативно-правових актів — це розміщення в офіційних друкованих виданнях нормативно-правових актів». А також: «Законодавством України не передбачено офіційне оприлюднення нормативно-правових актів органів державної влади та органів місцевого самоврядування в електронних засобах масової інформації». Тоді як, відповідно до роз'яснень Державного комітету інформатизації України: «Згідно з чинним законодавством вебсайти не відносяться до засобів масової інформації». Тож такий спосіб оприлюднення актів може використовуватись лише як додатковий. І його можна зробити доволі зручним як для населення, так і для органів влади.
Теоретично для ознайомлення з діяльністю органів влади через офіційний вебсайт необхідно мати доступ до мережі Інтернет, володіти навичками користування комп'ютером та мережею Інтернет. А службовцям достатньо лише створити офіційний вебсайт та регулярно його наповнювати. Однак насправді не все так просто. Навіть, якщо Ви досвідчений користувач, ніхто не гарантує успіху в отриманні інформації. По-перше, вебсайти органів влади часто поновлюються, змінюють свою структуру, у зв'язку з чим припиняють свою роботу на час реконструкції. По-друге, здебільшого, вони оснащені незручними, або й взагалі не мають пошукових систем. По-третє, не всі органи влади мають свої офіційні вебсайти і тільки поодинокі — на офіційному рівні закріпили доменне ім'я. Логічно, що за таких умов громадяни часто не можуть знайти потрібні їм документи. Такий спосіб є ненадійним.
Спосіб четвертий: Офіційне оприлюднення нормативно-правих актів через телебачення і радіо. Відповідно до частини 4 статті 1 Указу Президента України «Про порядок офіційного оприлюднення нормативно-правових актів і набрання ними чинності» встановлено, що акти Верховної Ради України, Президента України, Кабінету Міністрів України можуть бути в окремих випадках офіційно оприлюднені через телебачення і радіо. Цей спосіб є досить ефективним, тому що на сьогоднішній день майже кожна українська сім'я має у своїй власності телевізор або хоча б радіо. Але, все одно, не кожна людина буде вільна від своїх справ у визначений час, щоб отримати цю інформацію.
Спосіб п'ятий: Опублікування актів в офіційному друкованому виданні або, за його відсутності, у визначеному розпорядженням її голови друкованому засобі масової інформації. При цьому між редакцією ЗМІ та ОДА укладається угода про опублікування офіційних текстів правових актів ОДА.
З-поміж усіх наведених способів донесення інформації від влади до громадян, опублікування актів в офіційних друкованих виданнях, хоча й потребує додаткових витрат, проте точно захищене від фальсифікацій. Такий спосіб є найбільш доцільним, і має низку переваг:
- громадяни знають, які газети є офіційними виданнями місцевої адміністрації, і де шукати необхідні нормативні акти (для цього видається окреме розпорядження органу). Опублікування в інших газетах чи виданнях не вважається офіційним оприлюдненням актів;

- розміщення кількох примірників випусків офіційних друкованих видань, наприклад, в центральних бібліотеках дозволяє зробити їх доступними. Зручною також може бути підписка на таке видання;

- опублікування усуває будь-які суперечки з приводу вступу акта в дію, офіційного тексту актів і, взагалі, дозволяє органу влади буквально виконати свій обов'язок про оприлюднення актів. У випадку відсутності офіційного оприлюднення через опублікування, можна говорити про притягнення винних осіб до юридичної відповідальності за бездіяльність;

- для того, щоб публікувати акти, орган влади не мусить утримувати своє власне видання, що є дорого для бюджету. Він може укласти договір з будь-яким ЗМІ на таке опублікування або об'єднуватися з іншими органами.

### Види офіційних друкованих видань
Як офіційні визначені: журнал «Офіційний вісник України» та газета «Урядовий кур'єр». Ці видання є офіційними для оприлюднення всіх актів зазначених органів влади. Окремо Указом визначено, що офіційними друкованими виданнями, в яких здійснюється офіційне оприлюднення законів та інших актів Верховної Ради України, є також газета «Голос України» та бюлетень «Відомості Верховної Ради України».
Відповідно до частин 1-3 статті 139 Закону України «Про Регламент Верховної Ради України» підписані Президентом України закони та закони, які офіційно оприлюднені Головою Верховної Ради України, публікуються в газеті «Голос України» та у «Відомостях Верховної Ради України». Публікація законів у цих друкованих засобах масової інформації вважається офіційною.
Повертаючись до норм Указу Президента України слід звернути особливу увагу на частину 4 статті 1 цього Указу, згідно з якою офіційним друкованим виданням, в якому здійснюється офіційне оприлюднення законів, актів Президента України, є також інформаційний бюлетень «Офіційний вісник Президента України».
Частиною 5 статті 53 Закону України «Про Кабінет Міністрів України» передбачено, що постанови Кабінету Міністрів України публікуються в «Офіційному віснику України», газеті «Урядовий кур'єр», акти Кабінету Міністрів України також оприлюднюються шляхом їх розміщення на офіційному вебсайті Кабінету Міністрів України.
Нормативно-правові акти можуть бути опубліковані в інших друкованих виданнях лише після їх офіційного оприлюднення відповідно до вимог цього Указу. Нормативно-правові акти, опубліковані в інших друкованих виданнях, мають інформаційний характер і не можуть бути використані для офіційного застосування.

### Співвідношення оприлюднення і презумпції знання законів в Україні
Трапляються випадки, коли українці дізнаються про існування якогось акта, коли порушуються їхні права або, що буває частіше, коли на них накладають санкцію за невиконання обов'язків, про існування котрих і не здогадувалися. Зокрема з моментом набрання чинності актами Кабінету Міністрів України виникають проблеми. Згідно із законодавством такі акти набирають чинності з моменту оприлюднення і це означає, що громадяни з цього дня мають дотримуватись їх положень. Якщо, скажімо, Постанова КМУ оприлюднена 30.09.2011 р, то з цього дня її норми є обов'язковими для виконання на всій території України та для усіх громадян. На практиці людям досить складно, а подекуди й неможливо отримати примірник офіційного друкованого видання на руки за один день, не те, що змінити, наприклад, правила ведення торгівлі. Це призводить до численних порушень законодавства без вини самих порушників.

## Виноски
1. ↑  Закон України «Про інформацію» від 02.10.1992 № 2657-XII
2. ↑  Конституція України «Конституція України» від 28.06.1996 № 254к/96-ВР
3. ↑  Указ Президента України «Про порядок офіційного оприлюднення нормативно-правових актів та набрання ними чинності» від 10.06.1997 № 503/97
4. ↑  Закон України «Про доступ до публічної інформації» від 13.01.2011 № 2939-VI
5. ↑  Закон України «Про Регламент Верховної Ради України» від 10.02.2010 № 1861-VI
6. ↑  Закон України «Про Кабінет Міністрів України» від 07.10.2010 № 2591-VI
7. ↑  http://www.kmu.gov.ua/control/